# Yankee Champion
A Yankee Champion Thomas Morandi 1985-ben készült acélszobra az Amerikai Egyesült Államok Oregon államának Portland városában, a Portlandi Állami Egyetem campusán.

## Története
A Broadway és Montgomery utcák sarkán található, 4,3 méter magas alkotás betonalapon elhelyezkedő, hegesztéssel készült acélszerkezetből áll, amely három formátlan lábat ábrázol. A másfél tonnás szobron Morandi 1983 és 1985 között dolgozott; 1984-ben az állam 29 ezer dollárral finanszírozta és 1985-ben állították fel. Az elszíneződés ellen salétromsavval kezelték.
A Smithsonian Intézet 1993-ban „jól karbantartottnak” minősítette.

## Fordítás
- Ez a szócikk részben vagy egészben  a   Yankee Champion című angol Wikipédia-szócikk ezen változatának fordításán alapul.  Az eredeti cikk szerkesztőit annak laptörténete sorolja fel. Ez a jelzés csupán a megfogalmazás eredetét és a szerzői jogokat jelzi, nem szolgál a cikkben szereplő információk forrásmegjelöléseként.